# حمد خالد محمد
حمد خالد محمد (بالإنجليزية: Hamad Khaled Mohamed) هو لاعب كرة القدم كويتي. شارك في دورة الألعاب الأولمبية الصيفية 1980 ضمن مسابقة كرة القدم في الألعاب الأولمبية الصيفية 1980 - رجال.

## وصلات خارجية
- حمد خالد محمد على موقع أوليمبيديا (الإنجليزية)